# Amyloxenasma
Amyloxenasma (Oberw.) Hjortstam & Ryvarden – rodzaj grzybów z rodziny Amylocorticiaceae. W Polsce występuje Amyloxenasma allantosporum, przez W. Wojewodę nazwany żylaczką serdelkowatozarodnikową.

## Charakterystyka
Grzyby kortycjoidalne o bazydikarpie rozproszonym, rozpostartym, dość grubym, lub średniej grubości, po wyschnięciu twardym. Powierzchnia gładka lub nieco grudkowata, zwykle szarawa z niebieskawym odcieniem. System strzępkowy monomityczny, strzępki ze sprzążkami, mniej lub bardziej zżelatynizowane, często z nieregularnymi ampułkowatymi przegrodami. Cystyd brak. Podstawki typu pleurobazydium, zwykle krótkie, z 4-sterygmami i sprzążką bazalną. Bazydiospory o kształcie od kiełbaskowatego do nerkowatego, gładkie, cienkościenne i amyloidalne.
Do Amyloxenasma należą gatunki z pleurobazydiami i gładkimi, amyloidalnymi bazydiosporami. Zaliczono je do Amylocorticiaceae ze względu na amyloidalną ścianę zarodników, ale różnią się od innych rodzajów w tej rodzinie w morfologią podstawek, które są typowymi pleurobazydiami.

## Systematyka i nazewnictwo
Pozycja w klasyfikacji według Index Fungorum: Amylocorticiaceae, Amylocorticiales, Agaricomycetidae, Agaricomycetes, Agaricomycotina, Basidiomycota, Fungi.
Synonim naukowy: Xenasmatella subgen. Amyloxenasma Oberw.
Gatunki:
- Amyloxenasma allantosporum (Oberw.) Hjortstam & Ryvarden 2005 – tzw. żylaczka serdelkowatozarodnikowa
- Amyloxenasma elongatisporum Duhem & Schultheis 2012
- Amyloxenasma grisellum (Bourdot) Hjortstam & Ryvarden 2005
- Amyloxenasma lloydii (Liberta) Hjortstam & Ryvarden 2005
- Amyloxenasma pruina (Bourdot & Galzin) Hjortstam & Ryvarden 2005
- Amyloxenasma rallum (H.S. Jacks.) Hjortstam & Ryvarden 2005

Wykaz gatunków (nazwy naukowe) na podstawie Index Fungorum. Nazwa polska według W. Wojewody.